# قانون الأسرة الجزائري
يحدد قانون الأسرة الجزائري، الصادر في 9 يونيو 1984، القوانين المتعلقة بالعلاقات الأسرية في الجزائر، ويشمل عناصر قوية من الشريعة الإسلامية التي حصلت على ثناء من الإسلاميين وإدانة من العلمانيين.
قانون الأسرة الجزائري رقم 84-11 الصادر بتاريخ 09 رمضان 1404هـ- 09 يونيو 1984 والمتضمن قانونا للأسرة المعدل والمتمم بالأمر رقم 05-02 المؤرخ في 18 محرم عام 1426 الموافق 27 فبراير سنة 2005 (ج ر 15 مؤرخة في 27 فبراير 2005)، والموافق بقانون رقم 05-09 المؤرخ في 25 ربيع الأول عام 1426 الموافق لـ 04 مايو 2005 (ج ر 43 المؤرخة في 22 يونيو 2005).

## تعديلات قانون الجزائر لسنة ٢٠٠٥
التعديلات التي تمت على قانون الأسرة الجزائري هي مجموعة من الإصلاحات القانونية التي أدخلتها الحكومة الجزائرية في عام 2005 على قانون الأسرة الذي صدر في عام 1984. هذه التعديلات تهدف إلى تحسين وضع المرأة والأسرة في المجتمع الجزائري والتقريب بين القانون والشريعة الإسلامية.
بعض أهم التعديلات التي تمت على قانون الأسرة الجزائري هي:
- إلغاء ولاية الزوج على زوجته واستبدالها بالتعاون بينهما.
- إلغاء ضرورة موافقة ولي المرأة على زواجها واستبدالها بإخطاره بالزواج.
- إلغاء حق الزوج في طلاق البدعة واستبداله بطلاق بالتراضي أو للضرر أو للشقاق.
- منح المرأة حق طلب الطلاق للضرر أو للشقاق أو للخلع أو لغير ذلك من الأسباب المشروعة.
- منح المرأة حق حضانة أولادها إلى سن 10 سنوات، مع إمكانية تمديدها إلى سن 16 سنة بطلب من المحضون أو بتقدير من القاضي.
- منح المرأة حق نصف ميراث الذكر من نفس الدرجة، مع إمكانية التبرع أو التصرف في جزء من الميراث لصالح المستحقين.
إذا كنت ترغب في معرفة المزيد عن التعديلات التي تمت على قانون الأسرة الجزائري، يمكنك قراءة نصه كاملاً أو استشارة محامٍ أو قاضٍ مختص.
-

## تاريخ
مقالات رئيسية: تاريخ الجزائر والمرأة في الإسلام.
تتناقض اللوائح التي يفرضها قانون الأسرة بشكل صارخ مع الدور الذي لعبته المرأة أثناء نضالها من أجل التحرير الذي واجهته الجزائر، خلال هذا الكفاح، كفلت جبهة التحرير الوطني المساواة بين الرجل والمرأة، وينعكس ذلك في الدستور الجزائري لعام 1976. بدأت هذه الحقوق تتناقص ببطء كما حدث في عام 1980، وتم إصدار أمر وزاري يحظر على المرأة السفر بدون مرافق من أحد أقاربها الذكور.
قانون الأسرة الجزائري هو وثيقة تحكم الزواج وحقوق الملكية في الجزائر، إنه يحتوي على المواصفات التي كانت تستند إلى التقاليد الإسلامية وفقا للأمم المتحدة، "أبلغ مباشرة من الشريعة الإسلامية" "الفقه ". أتاح إدخال قانون الأسرة وجود قيود تتناقض مع دور المرأة خلال الحرب الجزائرية من أجل الاستقلال (1954-1962). في عام 1996، صدقت الجزائر على اتفاقية القضاء على جميع أشكال التمييز ضد المرأة وذكرت أنها تهدف إلى مكافحة "التمييز ضد المرأة في جميع الأمور المتعلقة بالزواج والعلاقات الأسرية [...]"،  ولكن بشرط أن الاتفاقية اتبعت اللوائح الواردة في قانون الأسرة الحالي: "تعلن حكومة الجمهورية الجزائرية الديمقراطية الشعبية أن أحكام المادة 16 المتعلقة بالمساواة في الحقوق بين الرجل والمرأة في جميع المسائل المتعلقة بالزواج، سواء أثناء الزواج أو في الطلاق يجب ألا يتعارض حلها مع أحكام قانون الأسرة الجزائري ". وقد تسبب هذا في انتقاد الأفراد بما في ذلك النظرية زاهية إسماعيل الصالحي، يركز نقادها خصوصًا على تداعياتها على النساء (اللاتي لديهن حق أقل في الطلاق من الرجال، والذين يحصلون على حصص أقل من الميراث) وأحيانًا على المرتدين (الذين يتم حرمانهم، والذين قد يتم إلغاء زواجهم). أعلن الرئيس عبد العزيز بوتفليقة (السابق) انه يجب مراجعة قانون الأسرة  بروح حقوق الإنسان العالمية والقانون الإسلامي، فكانت ردود الفعل مختلطة. أعلن لشهب من حزب الإصلاح الإسلامي "نحن نعارض هذه التعديلات التي تتعارض مع الشريعة وبالتالي للمادة 2 من الدستور"، في حين أعلنت نورية حفصي من حزب التجمع الوطني الديموقراطي الموالي للحكومة "هذه التعديلات الخجولة قدمت قراءة حديثة للشريعة، حقوق المرأة سيتم الاعتراف بها أخيرًا بموجب القانون، ولم يتم تغييرها في أوائل عام 2005.

## زواج
يُعرّف الزواج بأنه عقد قانوني بين الرجل والمرأة، السن القانوني للزواج هو 21 سنة للرجل و18 سنة للمرأة، ويجوز للقضاة في حالات خاصة السماح بالزواج المبكر، قد يتزوج الرجل حتى أربع زوجات؛ إذا كان الأمر كذلك، فعليه معاملتهم على قدم المساواة وإبلاغهم مقدما، وقد يطلبون الطلاق، يتطلب الزواج موافقة الطرفين وهدية العريس من المهر للعروس، وكذلك حضور والد العروس أو ولي الأمر (الوالي) وشاهدين، يجوز لوالد العروس منع الزواج، على الرغم من أن ولي أمرها قد لا يقوم بذلك، يجب تسجيل الزواج من قبل كاتب عدل أو موظف قانوني، يحظر الزواج بين الأقارب المقربين بسبب النسب أو الزواج أو التمريض: وبالتالي لا يجوز للرجل أن يتزوج من أمه أو ابنته أو أخته أو خالته أو ابنة أخته أو حماته أو زوجة الأب، ولا يجوز له أن يتزوج من يرضع من نفس المرأة كما فعل أو من ترضع، قد لا يكون الرجل متزوجا من أختين في وقت واحد، يحظر الزواج أيضًا بين زوجين طلقا بعضهما البعض للمرة الثالثة، ما لم تكن الزوجة متزوجة من شخص آخر، لا يجوز للمرأة المسلمة أن تتزوج من رجل غير مسلم، ويمكن إبطال الزواج بسبب ردة الزوج، يُطلب من الزوج أن يقدم لزوجته أفضل قدراته، وأن يعامل زوجاته على قدم المساواة إذا تزوج أكثر من واحدة، يُطلب من الزوجة أن تطيع زوجها وتحترمه كرئيس للأسرة، وتربية أطفاله ومرضاهم، واحترام والديه وأقاربه، للزوجة الحق في زيارة والديها وتلقي زيارات منها، ولديها حقوق على ممتلكاتها.
التبني محظور: قد ينشأ طفل كجزء من الأسرة، لكن يجب اعتباره طفلا لوالديه الطبيعيين، وهذا ما يسميه القانون الإسلامي الكفالة.
الكتاب الأول:
أحكام عامة:
المواد 1-46: الزواج.

## طلاق
يجوز للزوج طلاق زوجته حسب الرغبة؛ إذا اعتُبر أنه أساء استخدام هذا الامتياز، فقد تُمنح زوجته تعويضات، ويجب عليه أن يدفع لزوجته المطلقة وطفالها إذا لم يكن لديها عائلة تذهب إليها، ما لم تكن قد سبق أن طلقت أو كانت مذنبة بعدم أخلاقية، يجوز للزوجة طلب الطلاق في حالة تطبيق أي مما يلي:
- فشل زوجها في توفير الاحتياجات لها.
- زوجها عاجز.
- رفض زوجها ممارسة الجنس معها لأكثر من 4 أشهر.
- لقد حُكم على زوجها بالسجن المشين لأكثر من عام.
- غاب زوجها لأكثر من عام دون سبب وجيه.
- فشل زوجها في أداء واجباته القانونية تجاهها.

- زوجها مذنب من الفجور الخطير.

إذا حصلت على الطلاق، يجب عليها دفع تعويضات حتى لا تتجاوز قيمة المهر، ولا يجوز لها أن تتزوج مرة أخرى إلى أن تنقضي ثلاث فترات طمث، أو إذا كانت حاملاً، حتى ولادة طفلها، في حالة غياب الأب أو الطلاق، فإن حضانة الطفل تذهب إلى أمه، أو إذا فشلت جدته أو خالته الأم، أو فشل والده أو جده الأب أو أي قريب آخر، يجب على ولي أمر الطفل أن يرفع الطفل في دين والد الطفل، يحصل الطفل الذي ترعرع على يد ولي الأمر على الاستقلال عند سن العاشرة (إذا كان ذكراً) أو عند الزواج (إذا كان أنثى).
أدان قانون الأسرة لعام 1984 الاغتصاب غير الزوجي، مع السماح باستمرار الاغتصاب العنيف، من الناحية الرسمية، تتمتع المرأة بمكانة مواطنة كاملة وتتساوى مع الرجل، في عام 2005، اتخذت الجزائر خطوة للأمام من خلال السماح بحضانة الأطفال للأم في حالة الطلاق، وأجبرت الأب على تقديم بعض المكافآت للتربية، قبل هذا التغيير، ستذهب حضانة الأطفال تلقائيًا إلى الأب، بدون أي حق في الاستئناف، ومع ذلك، فإن المادة 56 من المدونة تمنح حضانة الأطفال للأب إذا تزوجت الأم، وهو القسم الذي لم تتم إزالته في تنقيح عام 2005 ولا ينطبق على نفس الموقف بالنسبة للنظير الذكر، يشبه إلى حد كبير القانون الذي يدين العنف ضد المرأة، هناك ثغرة يمكن أن تبطل بسهولة كل التقدم المحرز في البرلمان، وهي ثغرة تفتحها الضغوط المجتمعية، إن الحفاظ على شرط الزواج لن يتمكن مرة أخرى الأب من الحصول على حضانة كاملة، مع مراعاة أن النساء غير المتزوجات طواعية في الجزائر يعتبرن «غير أخلاقيات» وأن العمل في المجتمع بدون زوج غير مريح للغاية بالنظر إلى الكم الهائل من البيروقراطية الموجهة للذكور والتمييز المنهجي.
الباب الثاني:
انحلال الزواج.
المواد 47-58: الطلاق.

## ثورات ضد قانون الأسرة
قامت المرأة الجزائرية، المواطنة و"قانون الأسرة"، تنظر زاهية إسماعيل الصالحي في الجهود التي تبذلها النساء للطعن في قانون الأسرة، إنها تعتمد على تجارب النساء في ذلك الوقت لتلاحظ أن الرجال كانوا غائبين عمومًا في هذا الصراع، منذ عام 1984، انضمت الأجيال الشابة من النساء إلى الكفاح ضد قانون الأسرة، وقد أدى ذلك إلى بعض المراجعات التي يتعين إجراؤها، تم تنقيح قانون الأسرة في عام 2005، بعد أن أعلن الرئيس بوتفليقة أن "أمر الحكومة بتشكيل لجنة مخصصة لمراجعة وإعادة تطوير مواد القانون المذكور المتعلقة بالطلاق، والتي هي مفتوحة للتفسير [...] لملء الفجوات وضمان حماية حقوق الزوجين والأطفال.
تم إجراء تعديلات في عام 2005 "من أجل فصلها عن التفسيرات الأكثر صرامة للقانون الإسلامي، غيرت هذه التعديلات الجوانب بما في ذلك الحد الأدنى لسن الزواج والموافقة على الزواج، تم تغيير الحد الأدنى للسن إلى 19 سنة لكل من الرجال والنساء، وكان على بري الموافقة على الزواج من أجل تشكيل عقد الزواج.

## قانون الإجراءات
يعرف قانون الإجراءات الجزائية بأنه "مجموعة القواعد القانونية الجنائية الشكلية التي تحدد سبل المطالبة بتطبيق القانون على كل من أخل بنظام الجماعة بارتكابه للجريمة، حيث يحدد الأجهزة القضائية وشبه القضائية، واختصاصاتها والإجراءات المتبعة في المراحل الإجرائية المختلفة، التي تهدف إلى الوصول إلى الحقيقة المنشودة، المتمثلة في اكتشاف الجريمة من خلال البحث والتحري والتحقيق وصولا إلى مرتكبها وتطبيق القانون عليه. ويعتبر قانون الإجراءات الجزائية الشق الإجرائي للقانون الجنائي، وهو الشق الثاني بعد الشق الموضوعي المتمثل في قانون العقوبات، إذ توجد علاقة وطيدة بين هذين الشقين، فلا وجود لقانون الإجراءات الجزائية إلا بوجود قانون العقوبات، كما يعتمد هذا الأخير في تطبيقه على القانون الأول، فقانون الإجراءات الجزائية هو الوسيلة الوحيدة لتطبيق قانون العقوبات. ذلك أن المبدأ العام يقضي بأنه "لا عقوبة إلا بحكم قضائي". هذا ويوصف قانون الاجراءات الجزائية بأنه دستور الحريات، أي أنه وضع لتأمين حسن سير العدالة وضمان حقوق المتهم. أما عن هذا القانون في الجزائر، فقد صدر بموجب الأمر 66-155 المؤرخ في 8 يونيو 1966 المتضمن قانون الإجراءات الجزائية، عرف عدة تعديلات جوهرية آخرها القانون رقم 19-10 الصادر بتاريخ 11 ديسمبر 2019 المعدل والمتمم لقانون الإجراءات الجزائية، منشور في الجريدة الرسمية للجمهورية الجزائرية الديمقراطية الشعبية، الصدارة بتاريخ 18 ديسمبر 2019، العدد رقم 78.

## الميراث

### أحكام عامة

#### الفصل الأول
المادة 126: أسباب الإرث: القرابة والزوجية.
المادة 127: يستحق الإرث بموت المورث حقيقة أو باعتباره ميتا بحكم القاضي.
المادة 128: يشترط لاستحقاق الإرث أن يكون الوارث حيا أو حملا وقت افتتاح التركة، مع ثبوت سبب الإرث وعدم وجود مانع من الإرث.
المادة 129: إذا توفي اثنان أو أكثر ولم يعلم أيهم هلك أولا فلا استحقاق لأحدهم في تركة الآخر سواء كان موتهم في حادث واحد أم لا.
المادة 130: يوجب النكاح التوارث بين الزوجين ولو لم يقع بناء
المادة 131: إذا ثبت بطلان النكاح فلا توارث بين الزوجين.
المادة 132: إذا توفي أحد الزوجين قبل صدور الحكم بالطلاق أو كانت الوفاة في عدة الطلاق استحق الحي منهما الإرث.
المادة 133: إذا كان الوارث مفقودا ولم يحكم بموته يعتبر حيا وفقا لأحكام المادة (113) من هذا القانون.
المادة 134: لا يرث الحمل إلا إذا ولد حيا، ويعتبر حيا إذا استهل صارخا أو بدت منه علامة ظاهرة بالحياة.
المادة 135: يمنع من الميراث الأشخاص الآتية أوصافهم:
1- قاتل المورث عمدا وعدوانا سواء كان القاتل أصليا أو شريكا،
2- شاهد الزور الذي أدت شهادته إلى الحكم بالإعدام وتنفيذه،
3- العالم بالقتل أو تدبيره إذا لم يخبر السلطات المعنية.
المادة 136: الممنوع من الإرث للأسباب المذكورة أعلاه لا يحجب غيره.
المادة 137: يرث القاتل خطأ من المال دون الدية أو التعويض.
المادة 138: يمنع من الإرث اللعان والردة.